# Ruspolia incerta
Ruspolia incerta är en insektsart som först beskrevs av Piza Jr. 1958.  Ruspolia incerta ingår i släktet Ruspolia och familjen vårtbitare. Inga underarter finns listade i Catalogue of Life.